# Lodovico Sommaruga
Lodovico Sommaruga (Milano, 7 maggio 1928 – Milano, 23 luglio 2016) è stato un canottiere italiano.

## Biografia
Nato nel 1928 a Milano, era tesserato per la Società Canottieri Milano.
Nel 1950 vinse la medaglia d'argento nel due di coppia agli Europei di Milano, insieme ad Antonio Balossi, arrivando dietro soltanto alla coppia danese.
A 24 anni partecipò ai Giochi olimpici di Helsinki 1952, nel due di coppia con Silvio Bergamini, vincendo la sua batteria con il tempo di 7'01"3 e arrivando poi terzo in semifinale in 7'36"7 dietro ad Argentina (poi oro, unica ad accedere direttamente alla finale) e Germania; la sconfitta nel ripescaggio a due contro l'Unione Sovietica (poi argento) con il tempo di 7'16"0 non permise l'accesso alla finale.
Morì nel 2016, a 88 anni. 

## Palmarès

### Campionati europei
- 1 medaglia:
  - 1 argento (Due di coppia a Milano 1950)